# Josef-Schregel-Straße (Düren)

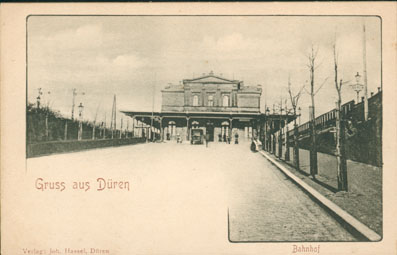
Der Bahnhof von der Josef-Schregel-Straße aus gesehen

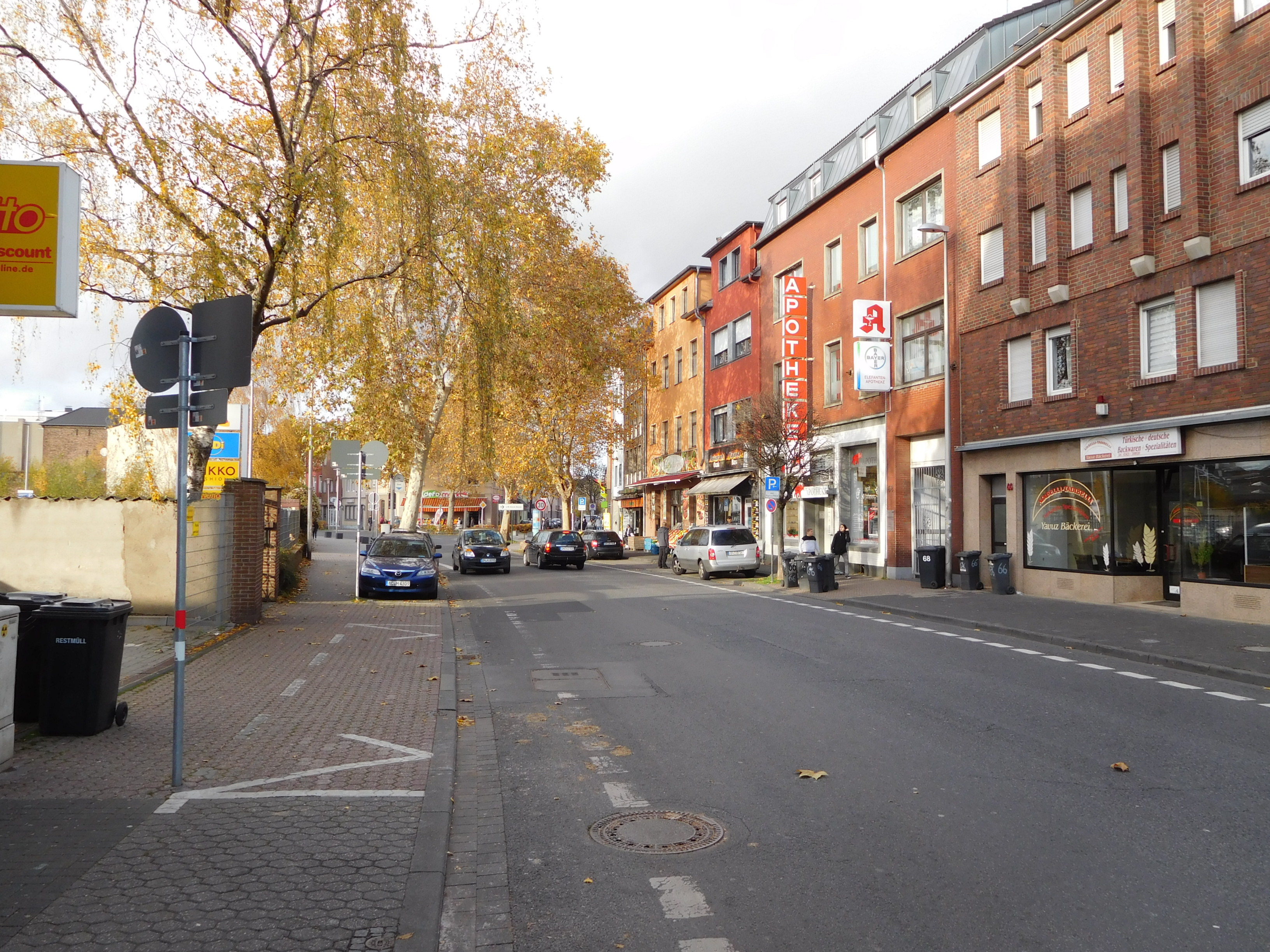
Josef-Schregel-Straße

Die Josef-Schregel-Straße in der Kreisstadt Düren (Nordrhein-Westfalen) ist eine Innerortsstraße.

## Lage
Die Straße befindet sich im Norden der Stadt. Sie verläuft vom Wirteltorplatz am Langemarkpark und Bahnhof Düren vorbei bis zur Einmündung Neue Jülicher Straße und Alte Jülicher Straße. Die Straße wird von Brücken überquert, auf denen die Gleise der Schnellfahrstrecke Köln–Aachen und der Rurtalbahn verlaufen.

## Geschichte
Wenzel Hollar bezeichnete die Straße in seinem Stadtplan von 1634 als „Weg nach Gülich“. Dieser Weg hatte schon immer eine große Bedeutung, weil er den alten Herrschersitz Jülich mit der Residenz in Nideggen verband. Zur Zeit der französischen Besatzung von 1794 bis 1815 hieß die Straße während der Franzosenzeit „Rue de Juliers“. Die Straße wurde auch „Düren-Heinsberger-Straße“ genannt. Besondere Bedeutung erlangte sie, als am 1. September 1841 die Bahnstrecke Köln - Aachen eingeweiht wurde.
Von 1908 bis 1944 befuhr die Straßenbahn der Dürener Kreisbahn (DKB) den südlichen Teil der Josef-Schregel-Straße vom Bahnhof bis zum Wirteltorplatz. Die zweigleisige Strecke führte vom Bahnhof zum Markt, Haltestellen gab es am Hortplatz und am Wirteltorplatz (früher Schenkelstraße). Die Strecke wurde nach dem Krieg nicht wieder aufgebaut.
Die bisherige Eisenbahnstraße war vom 6. April 1933 bis 1945 wie viele Straßen in Deutschland nach Adolf Hitler benannt. Nach dem Zweiten Weltkrieg hieß sie zunächst erneut Eisenbahnstraße. Am 30. Januar 1947 wurde sie im Gedenken an den Dürener Ehrenbürger Josef Schregel umbenannt. Am Haus Josef-Schregel-Straße 40 befindet sich eine Gedenktafel, die auf den Dürener Heimatdichter hinweist. Nahezu direkt nördlich an die Strecke der DKB anschließend verlief ab 1893 die meterspurige Strecke nach Birkesdorf der Dürener Eisenbahn (DEAG). Diese Strecke sollte nach dem Krieg südlich in Richtung Innenstadt verlängert werden, was allerdings von ersten Bauarbeiten abgesehen nie realisiert wurde. Die Strecke wurde schließlich 1965 stillgelegt.
An der Josef-Schregel-Straße 4 gab es bis in die 1980er Jahre ein Kino, die Schauburg.

## Heutige Nutzung
Der Bahnhof Düren liegt östlich der Straße. Neben dem Bahnhof liegt der Zentrale Omnibus-Bahnhof (ZOB). Ihm gegenüber liegt das Haus der Stadt. In der Nähe befindet sich der Langemarck-Park, der als Aufenthaltsort von Drogensüchtigen bekannt ist. Der gesamte nördliche Teil der Josef-Schregel-Straße rund um den Bahnhof gilt in der Bevölkerung als unattraktiv, auch weil dort mittlerweile statt der früheren inhabergeführten Geschäfte zahlreiche Wettbüros, Spielhallen und andere Billigläden angesiedelt sind. Im weiteren Verlauf der Straße stadteinwärts steht das Posthotel, welches früher das Kolpinghaus war. An der Stelle des ehemaligen Kinos befindet sich heute eine Einkaufspassage.